# Le Puy-Notre-Dame
Le Puy-Notre-Dame is een gemeente in het Franse departement Maine-et-Loire (regio Pays de la Loire). De plaats maakt deel uit van het arrondissement Saumur. Le Puy-Notre-Dame telde op 1 januari 2022 1.089 inwoners.

## Geografie
De oppervlakte van Le Puy-Notre-Dame bedroeg op 1 januari 2022 16,04 vierkante kilometer; de bevolkingsdichtheid was toen 67,9 inwoners per km².

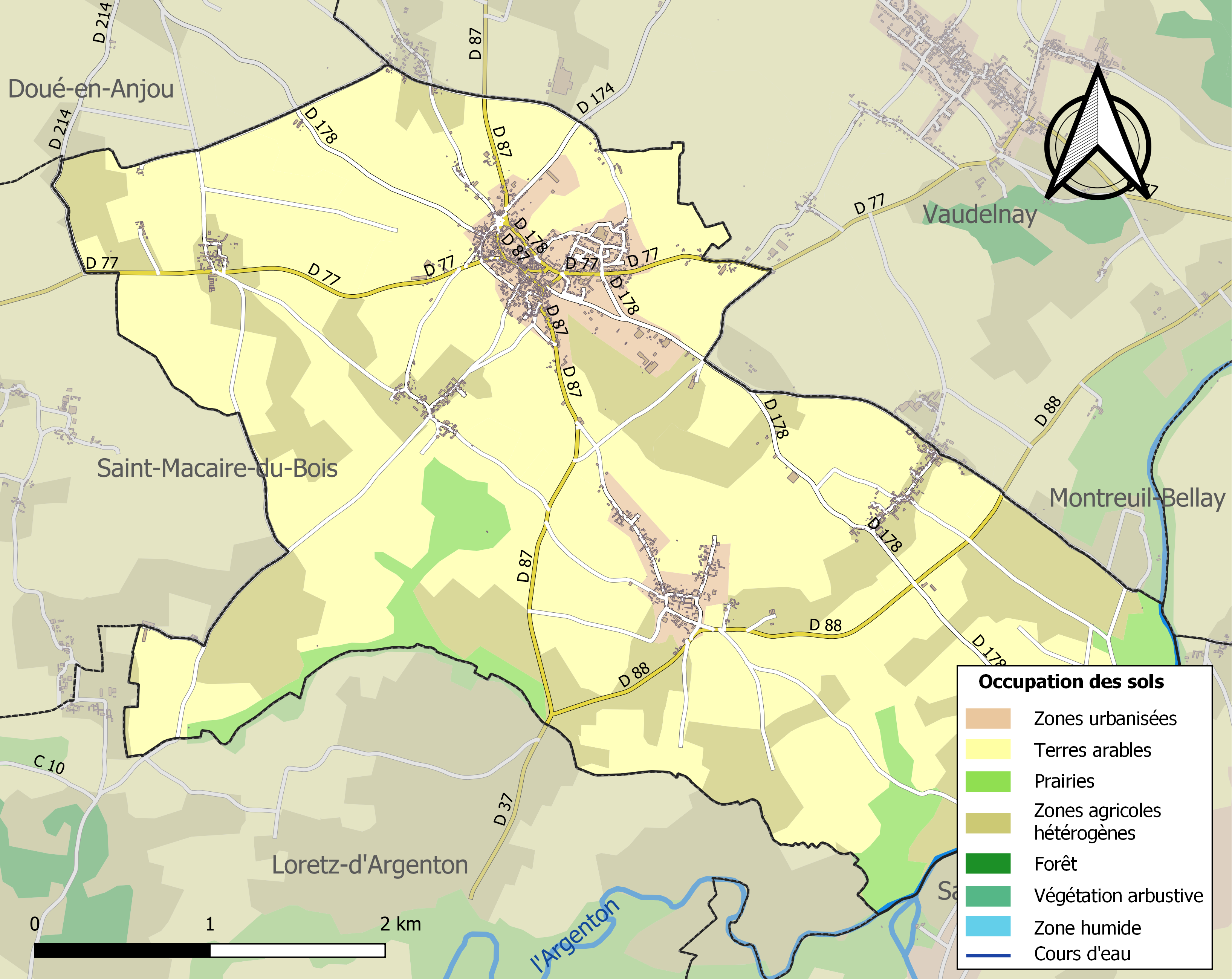
Kaart van de gemeente met de belangrijkste infrastructuur, bodemgebruik en omliggende gemeenten

## Demografie
Onderstaande figuur toont het verloop van het inwonertal (bron: INSEE-tellingen).